# Лоудер, Джеймс
Джеймс Дэ́ниел Ло́удер (англ. James Daniel Lowder; род. 2 января 1963[…], Куинси, Массачусетс, США) — американский писатель и редактор, преимущественно работающий в жанрах фэнтези, тёмного фэнтези и ужасов, а также в тематике настольных ролевых играх и критических работах, посвящённых популярной культуре. Один из авторов энциклопедического издания «Гринвудская энциклопедия научной фантастики и фэнтези: темы, работы и чудеса» (англ. The Greenwood Encyclopedia of Science Fiction and Fantasy: Themes, Works, and Wonders).

## Биография
Родился 2 февраля 1963 года в Куинси в штате Массачусетс.
В 1981 году окончил старшую школу региона Уитмана — Хэнсона; в 1991 году был введён в школьный зал славы.
Ещё учась в школе он писал и редактировал местную школьную газету и ежегодник, и делал то же самое в течение двух лет в рамках Проекта современной конкурентоспособности (англ. Project Contemporary Competitiveness) в Университете штата Массачусетс в Бриджуотере.
В 1985 году получил бакалавра гуманитарных наук с отличием по английскому языку и истории в Маркеттском университете. Во время учёбы был автором и редактором университетского литературного журнала Marquette Journal.
Преподавал курсы литературного творчества, киноведения и фэнтези в Иллинойсском университете в Урбане-Шампейне, где также в 1999 году получил магистра литературоведения.

## Литературная деятельность
Самые ранние произведения Лоудера вышли в рамках общей вселенной Forgotten Realms и Ravenloft, но с конца 1990-х он всё чаще обращал внимание на проекты, принадлежащие авторам-создателям. Среди его романов «Принц лжи», «Кольцо зимы» и «Призрак Чёрной розы» (последний в соавторстве с Вороникой Уитни-Робинсон), а его короткие рассказы в антологиях «Тени над Бейкер-стрит», «Правда до парадокса» и «Исторические призраки». Некоторые из его кратких рассказов попали в список похвальных отзывов ежегодника Year's Best Fantasy and Horror.
Эссе и рецензии Лоудера на фильмы, книги и комиксы выходили в журналах Amazing Stories и Polyhedron. В последнем, в частности, в 1991–1994 годах выходила его давняя колонка с видеообзором Into the Dark. В 2005 году в издательстве BenBella Books вышли его эссе Scream for Your Life (в антологии King Kong is Back! под редакцией Дэвида Брина) и Infinite Mutation, Eternal Stasis (в антологии The Unauthorized X-Men под редакцией Лена Уэйна).

### Редакторская деятельность
В качестве редактора Лоудер руководил несколькими сериями бестселлеров для TSR, Inc. в конце 1980-х — начале 1990-х годов, в том числе Forgotten Realms, Ravenloft и Dark Sun. В 1999 году Питер Корлес пригласил Лоудера стать ответственным редактором за серией ролевых игр Pendragon издательства Green Knight Publishing. Лоудер продолжал переиздавать старые работы по артуриане, а также выпустил самобытные сборники рассказов «Гибель Камелота» (2000) и «Легенды о Пендрагоне» (2002) и самобытный роман «Изгнанные из Камелота» (2001):357. Был редактором-консультантом серии City of Heroes. В общей сложности Лоудер более дюжины антологий на разные темы, от короля Артура до супергероев и зомби.
Лоудер является редактором ряда антологий о зомби, основанных на игре All Flesh Must Be Eaten, начиная с The Book of All Flesh (2001); это были первые книги издательства Eden Studios, Inc.:341. Последней вышла The Book of Final Flesh (2003):343. В том же году под его редакцией вышла антология коротких рассказов основанная на игре Silver Age Sentinels:337. Кроме того, он работал в качестве редактора над антологиями Astounding Hero Tales (2007) для Hero Games и Worlds of their Own (2008) для Paizo Publishing:358. Лоудер создал Hobby Games: The 100 Best (2007) и Family Games: The 100 Best (2010) для Green Ronin Publishing:377.
В 2017 году стал ответственным редактором издательства Chaosium.

### Разработка игр
Лоудер являлся разработчиком, редактором и консультантом первого, второго, третьего и пятого изданий Dungeons & Dragons. Он был редактором приключенческих модулей King's Festival и Queen's Harvest Карла Сарджента, развивал и редактировал модуль Puppets в мире Greyhawk, а также написал и редактировал содержание справочника «Зал героев» — раннего источника Forgotten Realms. Среди других его вкладов в ролевую игру Forgotten Realms — разработка модулей Curse of the Azure Bonds и Inside Ravens Bluff, The Living City, а также The Jungles of Chult, связанного с его романом The Ring of Winter, и написание «Принца лжи» для серии «Аватары». Позднее он выступал в качестве консультанта Tomb of Annihilation относительно использования Артуса Цимбера, драконьей черепахи Арамага, Рас Нси, города Мезро и других персонажей, которых он создал для своих более ранних фантастических произведениях Forgotten Realms.
Ещё одним вкладом Лоудера во вселенную Dungeons & Dragons стали статьи в журналах Polyhedron и Dragon, вступления в двух первых томах второго издания Monstrous Compendium, как и Monstrous Compendium Spelljammer Appendix; развитие Spelljammer: AD&D Adventures in Space и тёмного властелина маркиза Стезана д'Поларно для справочника Darklords. Лоудер совместно с Брюсом Несмитом разработал двухтуровый турнир с участием д'Поларно для Gen Con 1991, а также самостоятельно трехраундовый турнир по Ravenloft с участием д'Поларно «Возвращение Стезана д'Поларно (или портрет молодого художника»). Кроме того, в работах Heroes of Light и Gazetteer Volume IV он внёс вклад в разработку домена Ситикус применительно к White Wolf/Arthaus.
Кроме того, он создавал и редактировал содержание Deadlands, Feng Shui, GURPS, Mage: The Ascension, Marvel Super Heroes: The Heroic Role-Playing Game, Pendragon и Prince Valiant: The Story-Telling Game. Для ролевой игры ужасов Call of Cthulhu Лоудер сделал дополнение в виде Vanguard Club в пакет d20 Gamemaster's Pack, а также на ранних ступенях разработки и написания сюжета игры Pulp Cthulhu, отмеченной наградами. Начиная с 2017 года, Лоудер разработал сценарии тесно переплетённой трилогии Call of Cthulhu, связанной с его художественной прозой и циклом комиксов Corpse, продвигая  их в качестве мастера на таких мероприятиях, как Gen Con и Gamehole Con, иногда для благотворительных организаций, таких как Worldbuilders.
Со времени прихода в Chaosium на должность исполнительного редактора Лоудер много работал над лицензированием всех линий ролевых игр компании, помогая контролировать как лицензирование книг компаниям-партнёрам Chaosium, так и получение лицензий от других владельцев интеллектуальной собственности для использования самой Chaosium.

### Разработка комиксов
Лоудер написал сценарии комиксов для различных компании включая, Image Comics, DC Comics, Devil's Due и Desperado Publishing. Он занимался комикс комиксом Ravenloft, прежде чем DC Comics решила прекратить сотрудничество с TSR, Inc.:21. Короткое произведение Лоудера «Потерянная любовь» (англ. Lost Loves) в составе антологии Moonstone Monsters: Demons стало финалистом премии Брэма Стокера в номинации «Лучший иллюстрированный рассказ» Он участвовал в качестве писателя и редактора-консультанта в разработке серии комиксов Worlds of Dungeons & Dragons, изданной Devil's Due. Начиная с номера 25 он стал редактором ежемесячной серии Hack/Slash и продолжал им оставаться, когда она перешла из Devil's Due к Image Comics. Начиная с 2011 года его герой из "The Corpse: Orphans of the Air" время от времени появлялся в Hack/Slash.

## Сочинения

### Романы
- Crusade[англ.] (TSR, 1991)
- Knight of the Black Rose[англ.] (TSR, 1991)
- The Ring of Winter (TSR, 1992)
- Prince of Lies (TSR, 1993)
- Name Your Nightmare (Random House Sprinter, 1995); written as J.D. Lowder.
- Spectre of the Black Rose (Wizards of the Coast, 1999); with Voronica Whitney-Robinson.

### Краткий рассказ
- "The Family Business" (in Realms of Valor, TSR, 1993)
- "The Rigor of the Game" (in Tales of Ravenloft, TSR, 1994)
- "Laughter in the Flames" (in Realms of Infamy, TSR, 1994)
- "Make 'Em Laugh" (in Truth Until Paradox, White Wolf Publishing, 1995)
- "Persistence of Vision" (in City of Darkness: Unseen, White Wolf Publishing, 1995)
- "Truth in Advertising" (in The Splendour Falls, White Wolf Publishing, 1995)
- "The Price of Freedom" (in Troll Magazine #1, December 1997)
- "The Club Rules" (in Realms of Mystery, TSR, 1998)
- "The Hollow Man" (in Shadis[англ.] #52, October 1998)
- "Heresies and Superstitions" (in The Leading Edge #39, March 2000)
- "Pretender of the Faith" (in Historical Hauntings, Daw Books[англ.], 2001)
- "The Unquiet Dreams of Cingris the Stout" (in Gaming Frontiers #2, March 2002)
- "The Night Chicago Died" (in Pulp Zombies, Eden Studios, 2003)
- "The Weeping Masks" (in Shadows Over Baker Street[англ.], Del Rey, 2003)
- "She Dwelleth in the Cold of the Moon" (in The Repentant, Daw Books[англ.], 2003)
- "Fanboy" (in Path of the Bold, Guardians of Order[англ.], 2004)
- "Bandits in the Paths of Fame" (in Dragon #336, October 2005)
- "Beneath the Skin" (in Heroes in Training, Daw Books[англ.], 2007)
- "The Paper Shield" (in Sojourn: An Anthology of Speculative Fiction, FtB, 2014)
- "King of the Frozen Men" (in Sojourn 2: An Anthology of Speculative Fiction, FtB, 2014)
- "Morning in America" (in Delta Green: Extraordinary Renditions, Arc Dream Publishing[англ.], 2015)
- "The Shadow and the Eye" (in Ghost in the Cogs, Broken Eye, 2015)
- "Orphans of the Air" (in Peel Back the Skin, Grey Matter Press, 2016)
- "The Crooked Smile Killers" (in Genius Loci: Tales of the Spirit of Place, Ragnarok, 2016)
- "The Treachery of Bright Yesterdays" (in Tales of the Lost Citadel, Lost Citadel, 2016)

### Сценарии комиксов
- «Duel of Hearts» (in TSR Worlds Annual #1, DC Comics, September 1990)
- «Art for Art’s Sake» (in First Night Program, city of Boston, December 1996)
- «Traitor’s Gate» (in Mythography #2 & #3, Bardic Press, February and April 1997)
- «Passion Play» (in Vampire: The Masquerade: Blood and Shadows, Moonstone Books[англ.], November 2003)
- «Lost Loves» (in Moonstone Monsters: Demons, Moonstone Books[англ.], August 2004)
- «The Man Who Collected Gods» (in Negative Burn[англ.] #16, Desperado Publishing[англ.], December 2007)
- «The Rigor of the Game» (in Worlds of Dungeons & Dragons #3, Devil’s Due, July 2008)
- «The Corpse: Orphans of the Air» (ongoing serial, begins in Hack/Slash #6, Image Comics, July 2011)
- «Night Funeral in Eminence» (in Hack/Slash, volume 9: Torture Prone, Image Comics, September 2011)
- «The Case of the Killer and the Questing King» (in Hack/Slash #18, Image Comics, October 2012)

### Редакция
- Realms of Valor (TSR, 1993)
- Realms of Infamy (TSR, 1994)
- The Doom of Camelot (Green Knight Publishing[англ.], 2000)
- The Book of All Flesh[англ.] (Eden Studios, 2001)
- Legends of the Pendragon (Green Knight Publishing[англ.], 2002)
- The Book of More Flesh (Eden Studios, 2002)
- The Book of Final Flesh (Eden Studios, 2003)
- Path of the Just (Guardians of Order[англ.], 2003)
- Path of the Bold[англ.] (Guardians of Order[англ.], 2004)
- Astounding Hero Tales[англ.] (Hero Games[англ.], 2007)
- Hobby Games: The 100 Best (Green Ronin Publishing[англ.], 2007)
- Worlds of Their Own (Paizo Publishing[англ.], 2008)
- The Best of All Flesh (Elder Signs Press[англ.], 2009)
- Family Games: The 100 Best (Green Ronin Publishing[англ.], 2010)
- Curse of the Full Moon: A Werewolf Anthology (Ulysses Press, 2010)
- Triumph of The Walking Dead: Robert Kirkman's Zombie Epic on Page and Screen / Ed. James Lowder. — Dallas: Smart Pop[англ.]/BenBella Books[англ.], 2011. — 223 p.
- Beyond the Wall: Exploring George R. R. Martin's A Song of Ice and Fire, From A Game of Thrones to A Dance with Dragons (BenBella Books[англ.], 2012)
- Madness on the Orient Express (Chaosium, 2014)
- The Munchkin Book (BenBella Books[англ.], 2016)
- Chronicles of the Demon Lord (Schwalb Entertainment, 2016), with Robert J. Schwalb[англ.]
- Tales of Good Dogs (Onyx Path Publishing[англ.], 2019)

## Награды
- 2001 The Doom of Camelot, номинация на премию Origins Award (Best Long-Form Fiction);
- 2003 The Book of More Flesh, номинация на премию International Horror Guild Award[англ.] (Best Anthology);[30] Origins Award nominee, Best Long-Form Fiction
- 2004 The Book of Final Flesh, премия Origins Award (Best Long Fiction)[31]
- 2004 "The Night Chicago Died", номинация на премию Origins Award (Best Short Fiction)
- 2005 Path of the Bold, премия Origins Award (Best Fiction)[32]
- 2005 "Lost Loves", номинация на премию Bram Stoker Award (Illustrated Narrative)[33]
- 2008 Astounding Hero Tales[англ.], премия Origins Award (Fiction Publication of the Year);[34] премия ENnie Awards (Best Regalia)[35]
- 2008 Hobby Games: The 100 Best, премия Origins Award (Non-Fiction Publication of the Year);[34] премия ENnie Award (серебро, Best Regalia)[36]
- 2009 Worlds of Dungeons & Dragons, Vol. 2, премия Origins Award (Best Fiction);[37] номинация на премию ENnie Award (Best Regalia)[38]
- 2010 The Best of All Flesh, номинация на премию Origins Award (Best Book);[39] премия ENnie Award (Best Regalia)[40]
- 2011 Family Games: The 100 Best, номинация на премию Origins Award (Best Game-Related Publication)[41]
- 2017 Industry Insider/Featured Presenter, Gen Con 50[42]
- 2017 Pulp Cthulhu, премия Gold ENnie Award (Best Supplement)[43]